# Claret (Alpes-de-Haute-Provence)
Pour les articles homonymes, voir Claret.
Claret est une commune française située dans le département des Alpes-de-Hautes-Provence, en région Provence-Alpes-Côte d'Azur.

## Géographie
Le village est perché sur une colline à 650 m d’altitude,.

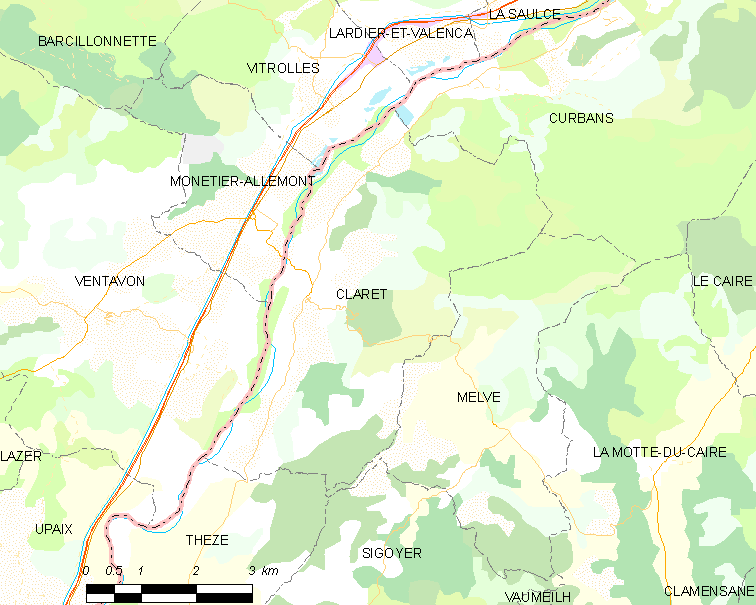
Claret et les communes voisines (Cliquez sur la carte pour accéder à une grande carte avec la légende).

Les communes limitrophes de Claret sont Curbans, Melve, Sigoyer, Thèze, Ventavon, Monêtier-Allemont et Vitrolles (ces deux dernières communes étant situées dans les Hautes-Alpes).
La commune est bordée par la Durance.

### Géologie

Massif des Alpes et localisation des Préalpes de Digne

Le territoire se situe en limite est des Baronnies orientales, sur des formations calcaires provençales du Jurassique supérieur et du Crétacé inférieur (roches sédimentaires issues d'un ancien océan alpin), entre trois formations géologiques majeures des Alpes :
- la nappe de Digne à l'est[4], au niveau du lobe de Valavoire[5] : il s'agit d'une nappe de charriage, c'est-à-dire d'une dalle épaisse de près de 5 000 m qui s'est déplacée vers le sud-ouest durant l'Oligocène et la fin de la formation des Alpes. Les lobes (ou écailles) correspondent à la bordure découpée à l'ouest de la nappe ;
- la faille de la Durance au sud-ouest, dans la vallée.

Lors des deux dernières grandes glaciations, la glaciation de Riss et la glaciation de Würm, la commune est entièrement recouverte par le glacier de la Durance.

### Relief

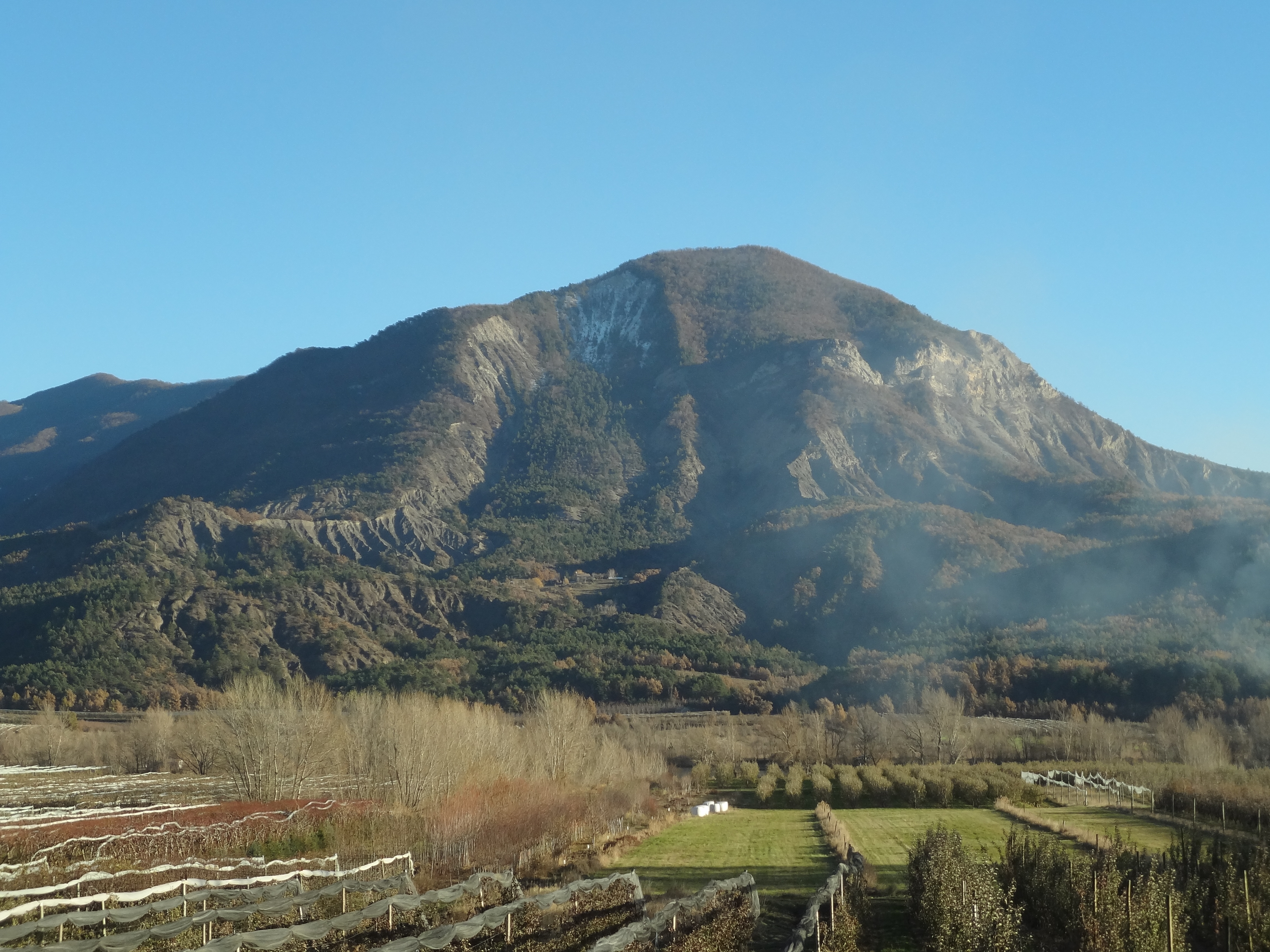
Tête de Boursier (1256 m).

La commune de Claret est située sur la rive gauche de la Durance, dont le cours est ici orienté Nord-Sud. Le long du puissant torrent, une plaine étroite, de moins de 500 m de large, a été conquise sur les anciennes iscles. En s’éloignant de la Durance, on rencontre d’abord une terrasse (entre 560 et 580 m d’altitude), puis quelques collines parfois escarpées. Ces collines culminent entre 600 et 800 m. Au sud, quelques-unes sont suffisamment individualisées pour porter un nom :
- le Collet du Vicaire (617 m) ;
- le Signavour (818 m) ;
- le Collet Barnier, limitrophe de Melve (857 m)...

Le ravin de la Peyrerie est profond d’une quarantaine de mètres.
Enfin, en s’éloignant encore de la Durance, on trouve quelques sommets plus élevés :
- le Peyrouard (1 076 m) ;
- Montagne de Chaillans (1 089 m au Collet de Boret) ;
- la Tête de Boursier (1 256 m) ;
- Crêt de la Pare.

### Hydrographie
La Durance qui coule en bordure ouest de la commune est la principale rivière de Claret. Quelques torrents drainent la commune et se jettent dans la Durance, dont le ravin de Saint-Antoine limitrophe de Curbans, le torrent du Grand Vallon, le ravin de Bouchet, le ravin de la Feuillade.
Le riou de la Sausses sort du ravin de la Peyrerie : il forme la limite entre Claret et Thèze.

### Transports
La commune est desservie par deux routes départementales :
- la RD 4 suit la Durance du nord au sud, sur la terrasse, et mène vers Sisteron au sud ;
- la RD 104 croise la précédente au pied du village de Claret. À l’ouest, elle traverse la Durance et mène vers Monêtier-Allemont et la RD 1085 (ancienne route nationale 85). À l’est, elle relie Curbans à Melve.

### Risques naturels et technologiques
Aucune des 200 communes du département n'est en zone de risque sismique nul. Le canton de La Motte-du-Caire auquel appartient Claret est classé en Zone 1a (risque très faible mais non négligeable) selon la classification déterministe de 1991, basée sur les séismes historiques, et en zone 3 (risque modéré) selon la classification probabiliste EC8 de 2011. La commune de Claret est également exposée à trois autres risques naturels :
- feu de forêt ;
- inondation (dans la vallée de la Durance) ;
- mouvement de terrain.

La commune de Claret est également exposée à un risque d’origine technologique, celui de rupture de barrage. En cas de rupture du barrage de Serre-Ponçon, toute la vallée de la Durance serait menacée par l’onde de submersion.
Aucun plan de prévention des risques naturels prévisibles (PPR) n’existe pour la commune ; le Dicrim est notifié depuis 2011, tout comme le PCS (Plan communal de sauvegarde) est réalisé.
La base Sisfrance ne recense aucun tremblement de terre ressenti de manière sensible dans la commune.

### Climat
Pour des articles plus généraux, voir Climat de Provence-Alpes-Côte d'Azur et Climat des Alpes-de-Haute-Provence.
En 2010, le climat de la commune est de type climat méditerranéen altéré, selon une étude du Centre national de la recherche scientifique s'appuyant sur une série de données couvrant la période 1971-2000. En 2020, Météo-France publie une typologie des climats de la France métropolitaine dans laquelle la commune est exposée à un climat de montagne ou de marges de montagne et est dans la région climatique Alpes du sud, caractérisée par une pluviométrie annuelle de 850 à 1 000 mm, minimale en été.
Pour la période 1971-2000, la température annuelle moyenne est de 11 °C, avec une amplitude thermique annuelle de 17,5 °C. Le cumul annuel moyen de précipitations est de 924 mm, avec 7,3 jours de précipitations en janvier et 4,9 jours en juillet. Pour la période 1991-2020, la température moyenne annuelle observée sur la station météorologique de Météo-France la plus proche, « Laragne Montéglin », sur la commune de Laragne-Montéglin à 12 km à vol d'oiseau, est de 12,0 °C et le cumul annuel moyen de précipitations est de 813,8 mm. 
La température maximale relevée sur cette station est de 41,1 °C, atteinte le 28 juin 2019 ; la température minimale est de −17,4 °C, atteinte le 18 décembre 2010,,.
Les paramètres climatiques de la commune ont été estimés pour le milieu du siècle (2041-2070) selon différents scénarios d'émission de gaz à effet de serre à partir des nouvelles projections climatiques de référence DRIAS-2020. Ils sont consultables sur un site dédié publié par Météo-France en novembre 2022.

## Urbanisme

### Typologie
Au 1er janvier 2024, Claret est catégorisée commune rurale à habitat très dispersé, selon la nouvelle grille communale de densité à 7 niveaux définie par l'Insee en 2022.
Elle est située hors unité urbaine. Par ailleurs la commune fait partie de l'aire d'attraction de Gap, dont elle est une commune de la couronne,. Cette aire, qui regroupe 73 communes, est catégorisée dans les aires de 50 000 à moins de 200 000 habitants,.

### Occupation des sols
L'occupation des sols de la commune, telle qu'elle ressort de la base de données européenne d’occupation biophysique des sols Corine Land Cover (CLC), est marquée par l'importance des forêts et milieux semi-naturels (61,9 % en 2018), en augmentation par rapport à 1990 (59,6 %). La répartition détaillée en 2018 est la suivante : 
forêts (30,4 %), zones agricoles hétérogènes (25,8 %), milieux à végétation arbustive et/ou herbacée (16 %), espaces ouverts, sans ou avec peu de végétation (15,5 %), cultures permanentes (12,3 %).
L'évolution de l’occupation des sols de la commune et de ses infrastructures peut être observée sur les différentes représentations cartographiques du territoire : la carte de Cassini (XVIIIe siècle), la carte d'état-major (1820-1866) et les cartes ou photos aériennes de l'IGN pour la période actuelle (1950 à aujourd'hui).

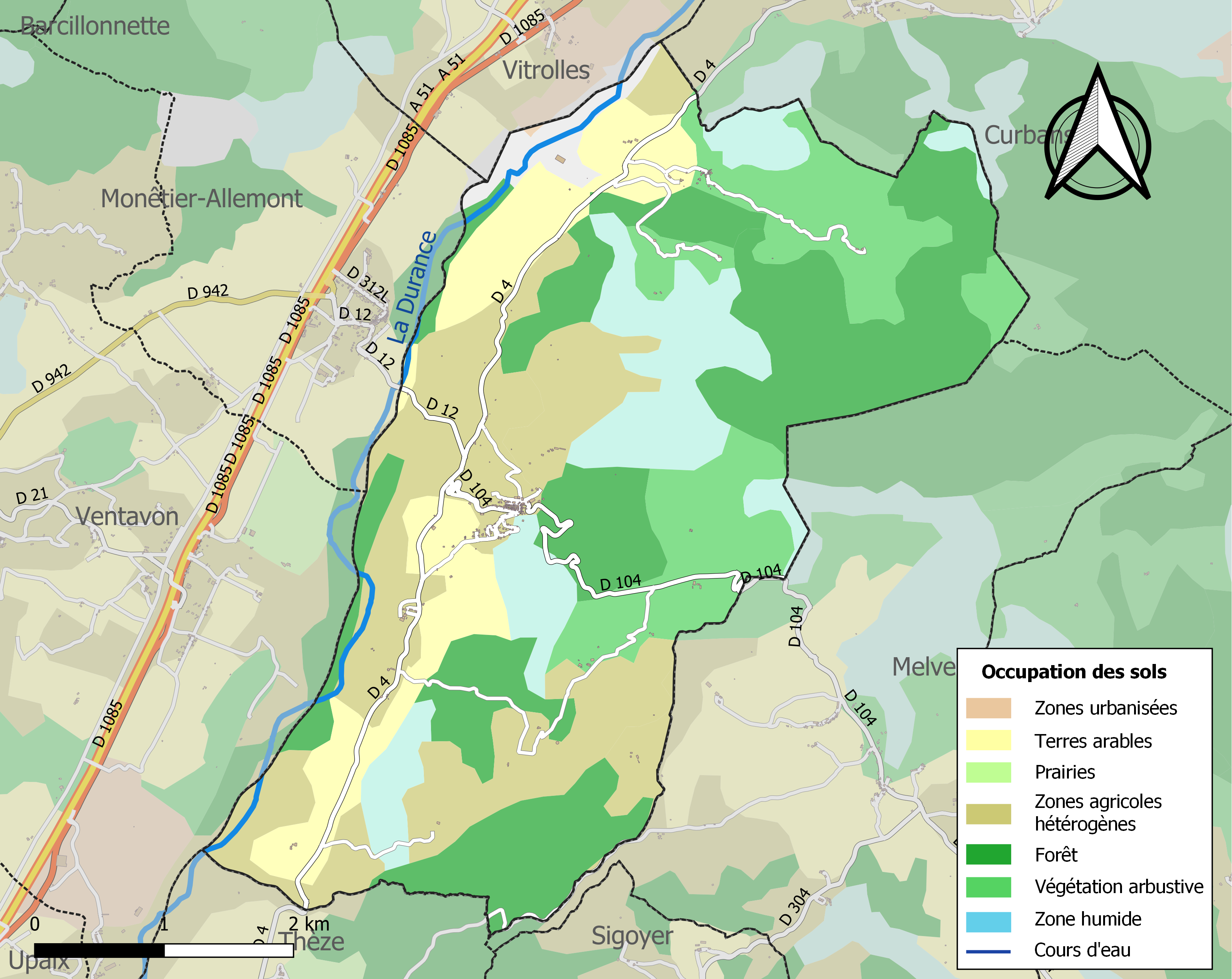
Carte de l'occupation des sols de la commune en 2018 (CLC).

## Histoire

### Préhistoire et Antiquité
Trois sites de Claret ont livré des silex.
Les Romains installent la station d’Alabons sur l’emplacement de Claret-Le Mônetier-Allemont, le long de la voie Domitienne et un lieu de franchissement de la Durance. Un atelier de fabrication de céramiques se trouvait près du hameau des Roches. Enfin, une inscription funéraire antique a été retrouvée remployée dans une restanque en 1927. Le territoire relevait de la fédération des Voconces, appartenant au peuple gaulois des Sogiontiques (Sogiontii) ou des Avantici. Il est conquis par Auguste en 14 av. J.-C. et rattaché à la province de Narbonnaise.

### Moyen Âge
Les Agoult sont coseigneurs jusqu’au début du XIVe siècle ; leur succèdent les Brémond jusqu’en 1509, puis aux Castellane jusqu’à ce que Marguerite Borrely épouse le roturier Joseph Chaix, dernier seigneur du lieu .
Le castrum faisait partie du douaire donné à Béatrice de Savoie . Le domaine de Roais, cité en 1244, est peut-être le nom ancien du hameau des Roches, qui aurait constitué un village fortifié autonome.
Lorsque la mort de la reine Jeanne Ire ouvre une crise de succession à la tête du comté de Provence, les villes de l’Union d'Aix (1382-1387) soutiennent Charles de Duras contre Louis Ier d'Anjou. Le seigneur de Claret, Ameil d’Agoult, soutient le duc d’Anjou dès le printemps 1382, ce soutien étant conditionné à la participation du duc à l’expédition de secours à la reine.

### Les Hospitaliers
La communauté est citée dès le XIIe siècle (Claretum). Les Hospitaliers de l'ordre de Saint-Jean de Jérusalem implantent une commanderie à Claret en 1149. Ils possèdent un autre domaine à Saint-Jean-des-Auches, toujours à Claret. Ils possédaient la paroisse et une partie de seigneurie laïque, et percevaient les revenus afférents à ces deux seigneuries .
De la commanderie de Claret dépendaient les possessions de l’ordre à Clamensane, Dromon, Authon, Vaumeilh et Nibles.
Peuplée de douze hommes, la commanderie fournissait, avec et ses dépendances, 10 cavaliers et 100 fantassins lorsque les comtes de Provence faisait appel à la chevauchée (demande d'aide aux vassaux, sans possibilité de refus mais limitée dans le temps) .
La crise du XIVe siècle (peste noire et guerres provoquant crises économique et démographique) touche fortement la communauté de Claret, avec notamment l’épisode du siège et de la mise à sac du castrum par Tristan de Beaufort . La communauté perd la majeure partie de sa population entre 1340 et 1411. Faute d'entretien, la maison des Hospitaliers, qui ne compte plus que six frères en 1373 , tombe en ruines en 1411.
Après la guerre de Cent Ans, c’est le temps de la reconstruction : les Hospitaliers préfèrent tout reconstruire à neuf, plutôt que réparer des bâtiments jugés irrécupérables .

### Époque moderne
Une autorisation d’exploiter une mine de plomb est concédée en 1525,, mais on ne sait si cette autorisation fut mise à profit ou déboucha sur une extraction réelle.
Battu par les protestants à la bataille de Curbans (1588), le capitaine Saint-Julien, gouverneur de Gap, se réfugie à Claret. Le capitaine Raimond d’Éoulx, qui commande la compagnie stationnée à Claret, lui ouvre les portes. Lesdiguières qui poursuit Saint-Julien après sa victoire, échoue à s’emparer du village .
La commanderie de Claret et ses possessions est l’objet d’une longue lutte entre l’Ordre et les Castellane, qui tente de s’en emparer par tous les moyens. Ainsi, Melchior de Castellane, commandeur de Gap dans l’ordre, aide sa famille contre son ordre. Il est privé de son titre en 1613. L’affaire se prolonge tout le XVIIe siècle, avec le dernier Castellane qui rachète des titres pour les brûler, puis en rend par remords ; et Jean-Baptiste de Gombert de Saint-Geniès, commandeur en 1715, qui s’efforce de recouvrer droits et titres. Et encore en 1775, quand Chaix rachète la seigneurie, sa roture ouvre une contestation. Un compromis est trouvé, après un procès qui coûte 10 000 £ à l’Ordre : il obtient une rente de... 40 £, perpétuelle et non-rachetable. La dîme du village ne retourne aux Hospitaliers qu’après un procès contre l’évêque de Gap, qui voulait la conserver.

### Révolution et Empire
Au début de la Révolution française, la nouvelle de la prise de la Bastille est accueillie favorablement, mais provoque un phénomène de peur collective d’une réaction aristocratique. Localement, la Grande Peur, venant de Tallard et appartenant au courant de la « peur du Mâconnais », atteint la région de La Motte le soir du 31 juillet 1789. Les consuls de la communauté villageoise sont prévenus qu’une troupe de 5 à 6 000 brigands se dirige vers la Haute-Provence après avoir pillé le Dauphiné. Les communautés de La Motte, Clamensane, Saint-Geniez, Authon, Curbans, Bayons et Claret constituent ensemble une troupe de 700 hommes armés. Elles mettent le marquis d’Hugues de Beaujeu à sa tête, qui décide de se porter au-devant du danger en allant surveiller les bacs sur la Durance.
Dès le 2 août, l’affolement retombe, les faits-divers à l’origine des rumeurs étant éclaircis. Mais un changement important a eu lieu : les communautés se sont armées, organisées pour se défendre et défendre leurs voisins. Un sentiment de solidarité est né à l’intérieur des communautés et entre communautés voisines, et les consuls décident de maintenir les gardes nationales. Aussitôt la peur retombée, les autorités recommandent toutefois de désarmer les ouvriers et les paysans sans terre, pour ne conserver que les propriétaires dans les gardes nationales.
Un bac permettant de traverser la Durance existe de 1791 à 1865.
Le 2 mai 1792, le domaine des Hospitaliers à Saint-Jean-des-Auches, s’étendant sur sept hectares, est vendu comme bien national. Il est partagé entre plusieurs acheteurs. En 1793, le château est mis aux enchères pour démolition, . Enfin, la commune est brièvement chef-lieu de canton au début de la Révolution.

### Époque contemporaine

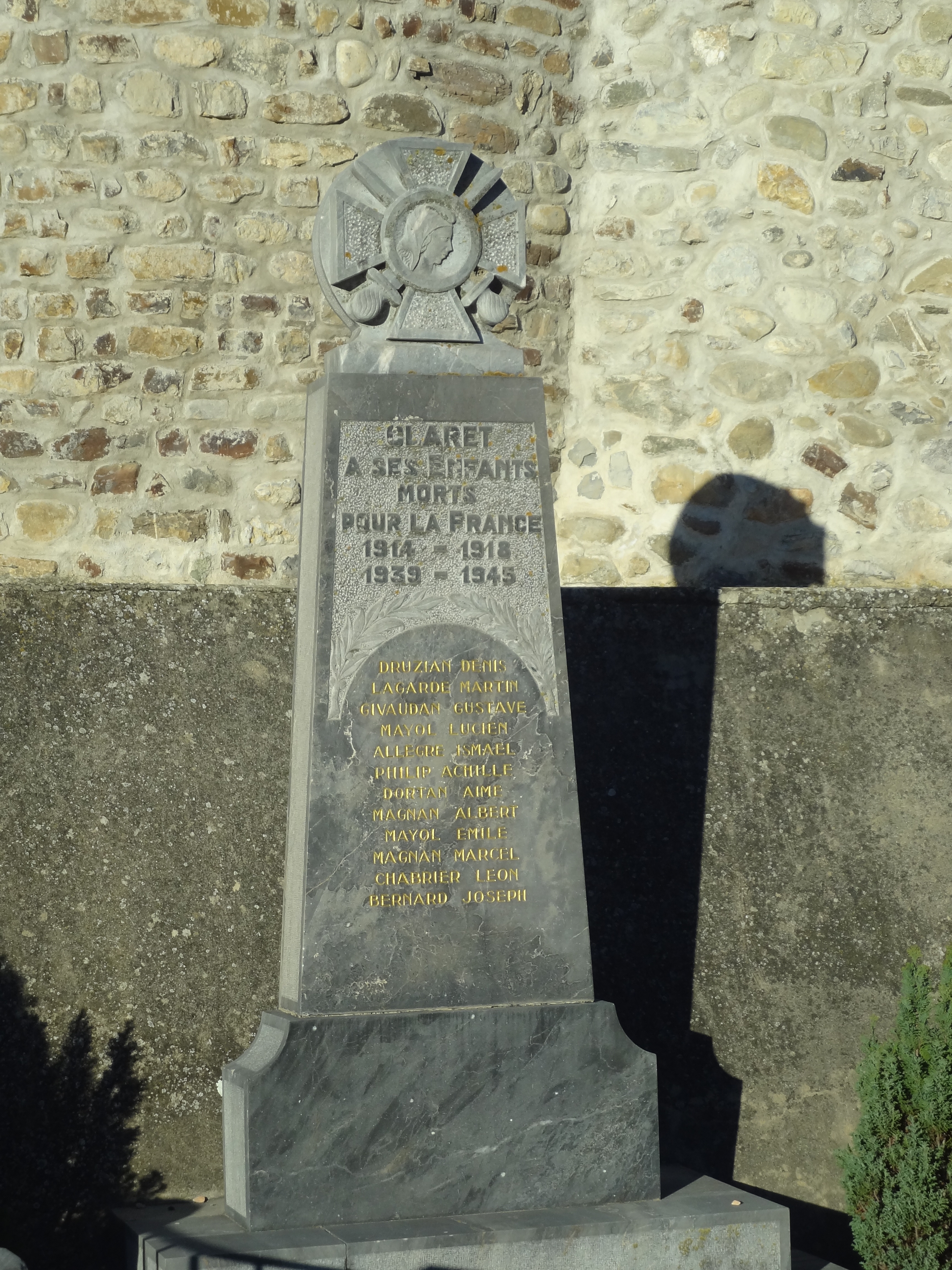
Monument aux morts des deux guerres mondiales.

Le coup d'État du 2 décembre 1851 commis par Louis-Napoléon Bonaparte contre la Deuxième République provoque un soulèvement armé dans les Basses-Alpes, en défense de la Constitution. Après l’échec de l’insurrection, une sévère répression poursuit ceux qui se sont levés pour défendre la République : 5 habitants de Claret sont traduits devant la commission mixte.
Comme de nombreuses communes du département, Claret se dote d’écoles bien avant les lois Jules Ferry : en 1863, elle compte déjà deux écoles dispensant une instruction primaire aux garçons, écoles situées au chef-lieu et au hameau des Roches. Aucune instruction n’est donnée aux filles : la loi Falloux (1851) n’impose l’ouverture d’une école de filles qu’aux communes de plus de 800 habitants. La première loi Duruy (1867) abaisse ce seuil à 500 habitants et ne concerne donc pas non plus la commune de Claret.
Le château médiéval, qui subsistait à la fin du XIXe siècle, est transformé en carrière dans les années 1900 pour construire l’école  (achevée en 1905).

### Toponymie
La localité apparaît pour la première fois dans les textes au XIIe siècle (de Clareto). Selon Charles Rostaing, le nom est tiré de la racine oronymique (désignant une montagne) *Kl-. Ernest Nègre explique le nom en liaison avec le torrent de Claret : Claret signifierait ruisseau assez clair,. Enfin, le nom de la commune peut venir d’un nom de personne.
Les lieux-dits Saint-Jean, L’Hôpital et la Commanderie sont des témoignages de la longue domination des Hospitaliers de l’ordre de Saint-Jean de Jérusalem .

### Héraldique
| Blason Claret | Blasonnement : De gueules à un château en forme de tour, donjonné de trois tourelles d'or, le tout maçonné de sable. |

## Politique et administration

### Administration municipale

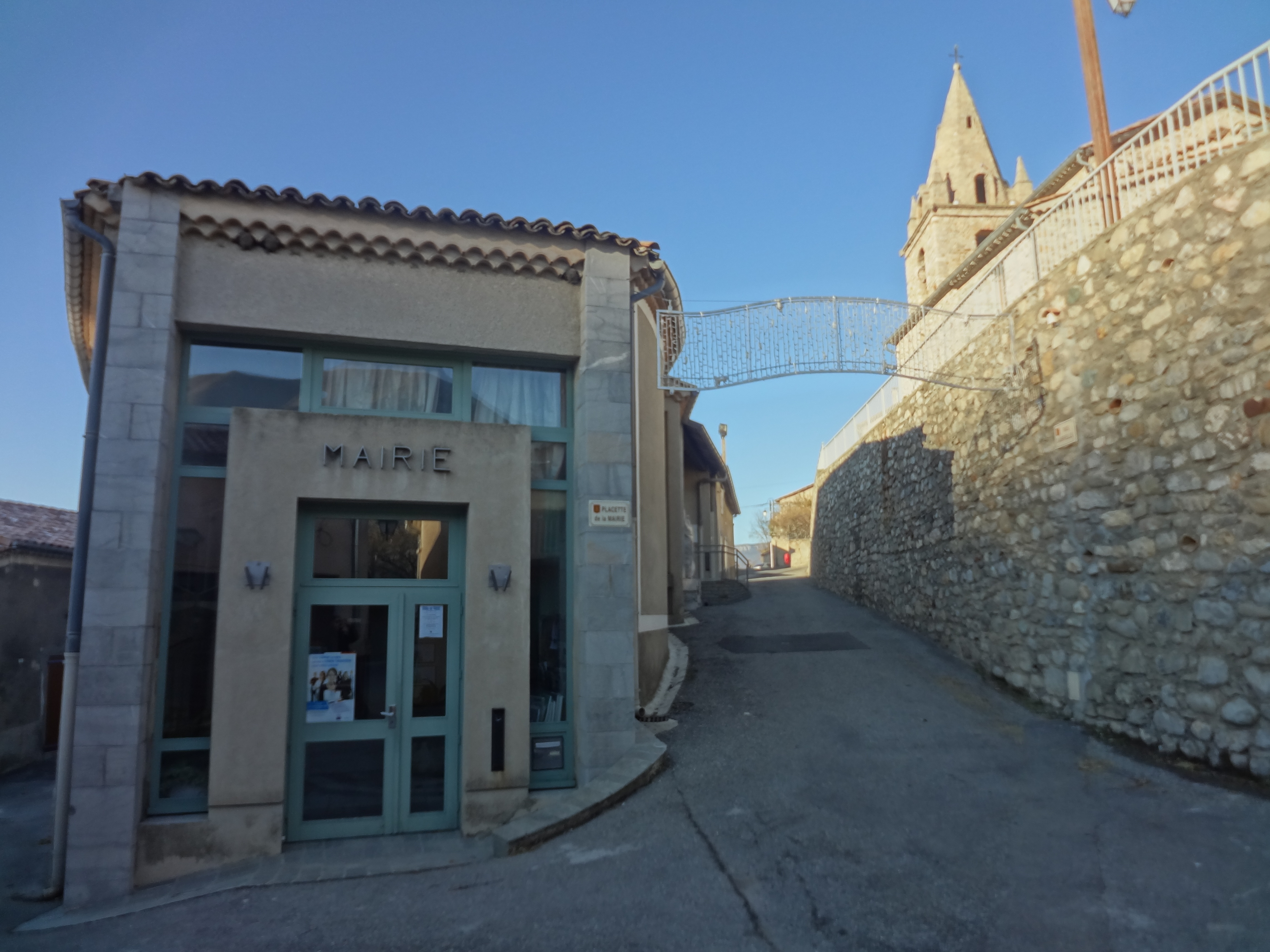
Façade de la mairie.

De par sa taille, la commune dispose d'un conseil municipal de onze membres (article L2121-2 du Code général des collectivités territoriales). Lors du scrutin de 2008, il n’y eut qu’un seul tour et Évelyne Faure a été réélue conseillère municipale avec le huitième total de 112 voix, soit 86,47 % des suffrages exprimés. La participation a été de 77,78 %. Elle a ensuite été nommée maire par le conseil municipal.

### Liste des maires
L'élection du maire est la grande innovation de la Révolution de 1789. De 1790 à 1795, les maires sont élus au suffrage censitaire pour deux ans. De 1795 à 1800, il n’y a pas de maires, la commune se contente de désigner un agent municipal qui est délégué à la municipalité de canton.
En 1799-1800, le Consulat revient sur l'élection des maires, qui sont désormais nommés par le pouvoir central. Ce système est conservé par les régimes suivants, à l'exception de la Deuxième République (1848-1851). Après avoir conservé le système autoritaire, la Troisième République libéralise par la loi du 5 avril 1884 l'administration des communes : le conseil municipal, élu au suffrage universel, élit le maire en son sein.
| Période                                  | Période  | Identité          | Étiquette | Qualité |
| ---------------------------------------- | -------- | ----------------- | --------- | ------- |
| mai 1945                                 |          | Louis Corréard    |           |         |
|                                          |          |                   |           |         |
| 1977                                     |          | Edmond Philip     | PS        |         |
| 2001                                     |          | Marie-Laure Espie |           |         |
| mars 2003                                | 2014     | Évelyne Faure     |           |         |
| 2014                                     | En cours | Frédéric Louche   |           |         |
| Les données manquantes sont à compléter. |          |                   |           |         |

### Intercommunalité
Claret est l'une des seize communes de la communauté de communes de La Motte-du-Caire - Turriers. Celle-ci est elle-même adhérente avec huit autres communautés de communes à l'association du Pays Sisteronais-Buëch, qui comprend 83 communes, comptant 28 500 habitants répartis sur 1 600 km2.
La structure intercommunale a fusionné avec trois autres communautés de communes le 1er janvier 2017, dont celle du Sisteronais,. Contrairement aux autres communes de l'ancienne communauté de communes de La Motte-du-Caire - Turriers, qui ont rejoint une intercommunalité autour de Sisteron, Claret est rattachée à une communauté d'agglomération des Hautes-Alpes, nommée « communauté d'agglomération Gap-Tallard-Durance ».

### Instances administratives et judiciaires
Claret est une des 34 communes du canton de Seyne depuis 2015, qui totalisait 8 377 habitants en 2012. La commune fait partie de l’arrondissement de Sisteron du 17 février 1800 au 10 septembre 1926, date de son rattachement à l'arrondissement de Forcalquier, et de la deuxième circonscription des Alpes-de-Haute-Provence. Claret faisait partie du canton de La Motte-du-Caire de 1801 à 2015, après avoir été chef-lieu de canton de 1793 à 1801. La commune fait partie des juridictions d’instance de Forcalquier, de la prud'hommale de Manosque, et de grande instance de Digne-les-Bains.

### Fiscalité locale
| Taxe                                        | Part communale | Part intercommunale | Part départementale | Part régionale |
| ------------------------------------------- | -------------- | ------------------- | ------------------- | -------------- |
| Taxe d'habitation                           | 2,36 %         | 0,64 %              | 5,53 %              | 0,00 %         |
| Taxe foncière sur les propriétés bâties     | 31,42 %        | 2,25 %              | 14,49 %             | 2,36 %         |
| Taxe foncière sur les propriétés non bâties | 46,98 %        | 6,44 %              | 47,16 %             | 8,85 %         |
| Taxe professionnelle                        | 11,16 %        | 1,28 %              | 10,80 %             | 3,84 %         |

La part régionale de la taxe d'habitation n'est pas applicable.
La taxe professionnelle est remplacée en 2010 par la cotisation foncière des entreprises (CFE) portant sur la valeur locative des biens immobiliers et par la Cotisation sur la valeur ajoutée des entreprises (CVAE) (les deux formant la contribution économique territoriale (CET) qui est un impôt local instauré par la loi de finances pour 2010).

## Population et société

### Démographie
En 2022, la commune de Claret comptait 296 habitants. À partir du XXIe siècle, les recensements réels des communes de moins de 10 000 habitants ont lieu tous les cinq ans (2006, 2011, 2016, etc. pour Claret). Les autres « recensements » sont des estimations.
Comme de nombreuses communes du département, la commune a connu un exode rural. La commune a régulièrement perdu de la population entre 1831 et 1954, puis a connu une croissance importante, avec une population multipliée par deux en près de quarante ans.
| 1315    | 1471    | 1765 | 1793 | 1800 | 1806 | 1821 | 1831 | 1836 | 1841 |
| ------- | ------- | ---- | ---- | ---- | ---- | ---- | ---- | ---- | ---- |
| 78 feux | 39 feux | 372  | 465  | 430  | 415  | 402  | 499  | 395  | 396  |

| 1846 | 1851 | 1856 | 1861 | 1866 | 1872 | 1876 | 1881 | 1886 | 1891 |
| ---- | ---- | ---- | ---- | ---- | ---- | ---- | ---- | ---- | ---- |
| 386  | 349  | 374  | 380  | 368  | 348  | 324  | 332  | 329  | 320  |

| 1896 | 1901 | 1906 | 1911 | 1921 | 1926 | 1931 | 1936 | 1946 | 1954 |
| ---- | ---- | ---- | ---- | ---- | ---- | ---- | ---- | ---- | ---- |
| 311  | 310  | 296  | 300  | 224  | 200  | 211  | 197  | 150  | 128  |

| 1962 | 1968 | 1975 | 1982 | 1990 | 1999 | 2006 | 2011 | 2022 | - |
| ---- | ---- | ---- | ---- | ---- | ---- | ---- | ---- | ---- | - |
| 150  | 145  | 140  | 132  | 189  | 249  | 227  | 258  | 296  | - |

### Enseignement

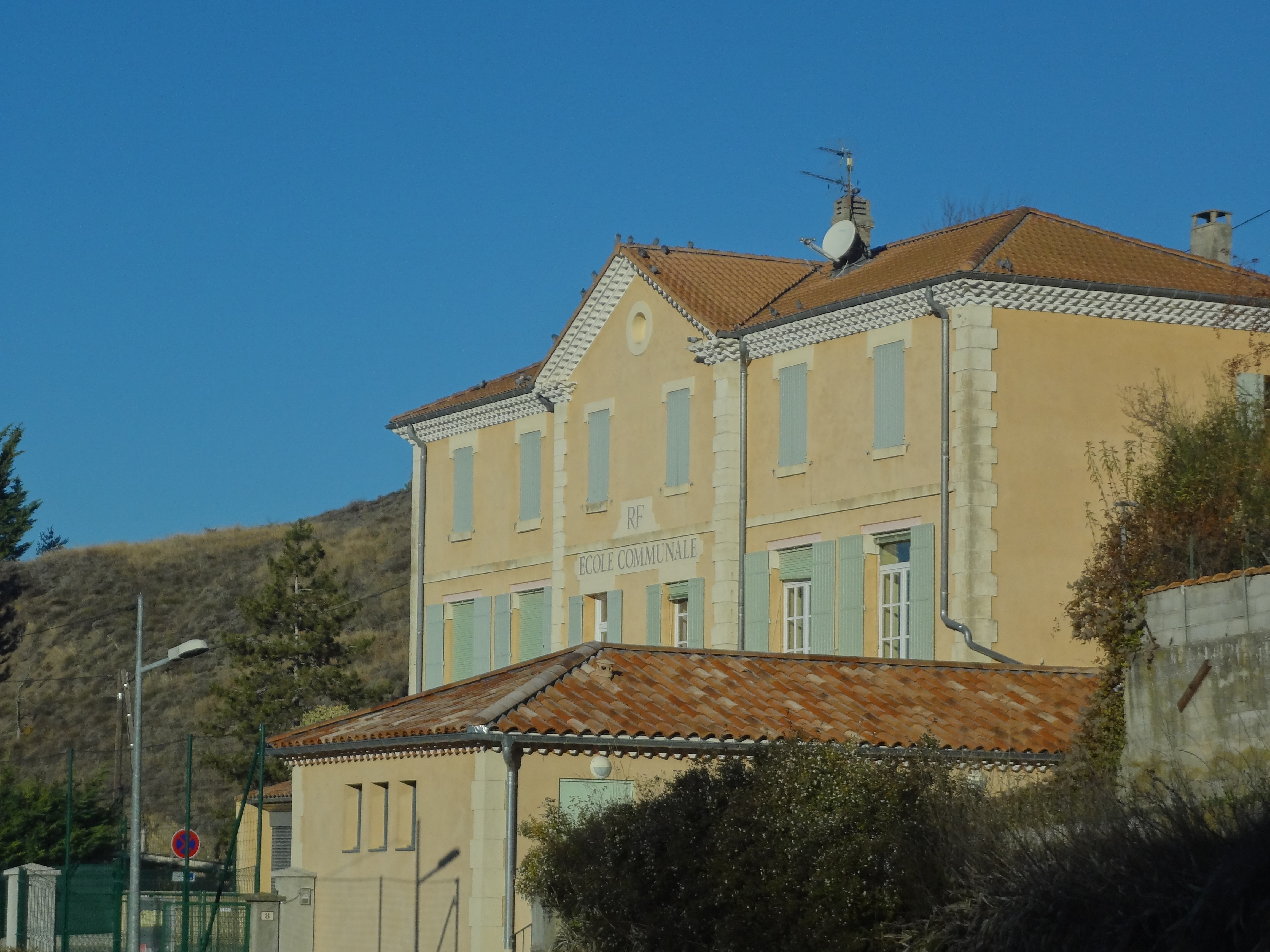
École de Claret.

La commune dispose d'une école primaire publique,. Ensuite, les élèves sont affectés au collège Marcel-Massot à La Motte-du-Caire. Puis ils poursuivent au lycée de la cité scolaire Paul Arène à Sisteron,.

### Santé
La commune ne dispose ni de structures ni de personnel médicaux. À proximité on trouve un médecin à Monêtier-Allemont (à 1,7 km) et aussi à La Motte-du-Caire (à 6,7 km). La pharmacie se trouve également à La Motte-du-Caire ou à La Saulce (à 7,4 km). L'hôpital le plus proche est le Centre hospitalier de Sisteron.

## Économie

### Aperçu général
En 2009, la population active s’élevait à 127 personnes, dont 14 chômeurs (21 chômeurs fin 2011). Ces travailleurs sont majoritairement salariés (74 %) et travaillent majoritairement hors de la commune (60 %). Le secteur tertiaire est le principal pourvoyeur d’emplois de la commune.

### Agriculture et agro-alimentaire
Fin 2010, le secteur primaire (agriculture, sylviculture, pêche) comptait 11 établissements agricoles actifs au sens de l’Insee (exploitants non-professionnels inclus) et fournit quatre emplois salariés.
Le nombre d’exploitations professionnelles, selon l’enquête Agreste du ministère de l’Agriculture, est de 12 en 2010. Il était de 15 en 2000 et en 1988. Actuellement[Quand ?], ces exploitants sont essentiellement tournés vers les cultures permanentes (arboriculture notamment), mais il y a également quelques exploitations tournées vers les grandes cultures (notamment céréales) et la polyculture. De 1988 à 2000, la surface agricole utile (SAU) est restée stable à 585 ha. La SAU a connu une légère hausse lors de la dernière décennie, à 612 ha.

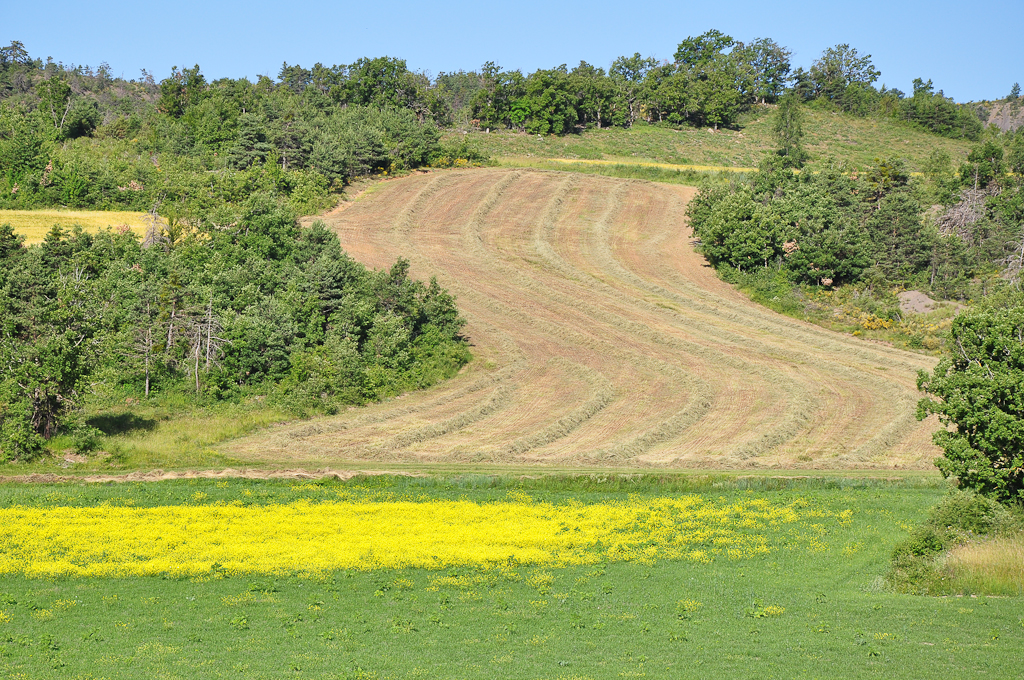
Prés de fauche et prairie naturelle à Claret.

Une activité de valorisation de l’argousier a été créée à Claret, pour exploiter ses propriétés organoleptiques, que l’on retrouve dans son jus et dans son huile. La société Natvit développe une gamme de produits à partir d'argousier issus de l'agriculture biologique (toniques, huile…).
Les agriculteurs de la commune de Claret n’ont droit à aucun label appellation d'origine contrôlée (AOC) mais à neuf labels indication géographique protégée (IGP) (pommes des Alpes de Haute-Durance, miel de Provence, agneau de Sisteron, alpes-de-haute-provence (IGP) blanc, rouge et rosé et VDP de Méditerranée blanc, rouge et rosé).
Jusqu’au milieu du XXe siècle, la vigne était cultivée dans la commune, uniquement pour l’autoconsommation. Cette culture a depuis été pratiquement abandonnée, et en 2005, les surfaces plantées en vigne étaient relictuelles,.

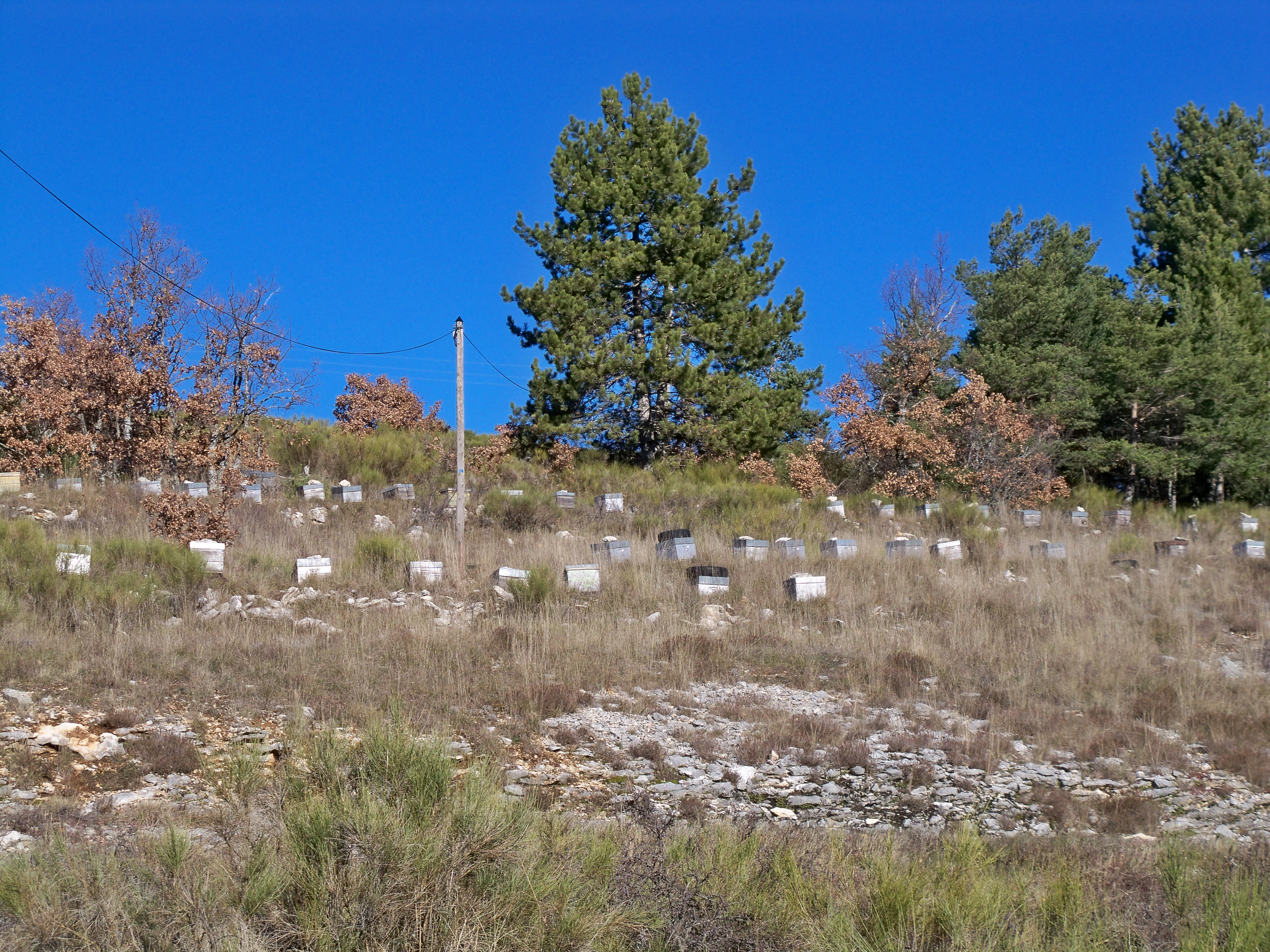
Ruches à la Combe du Pommier.
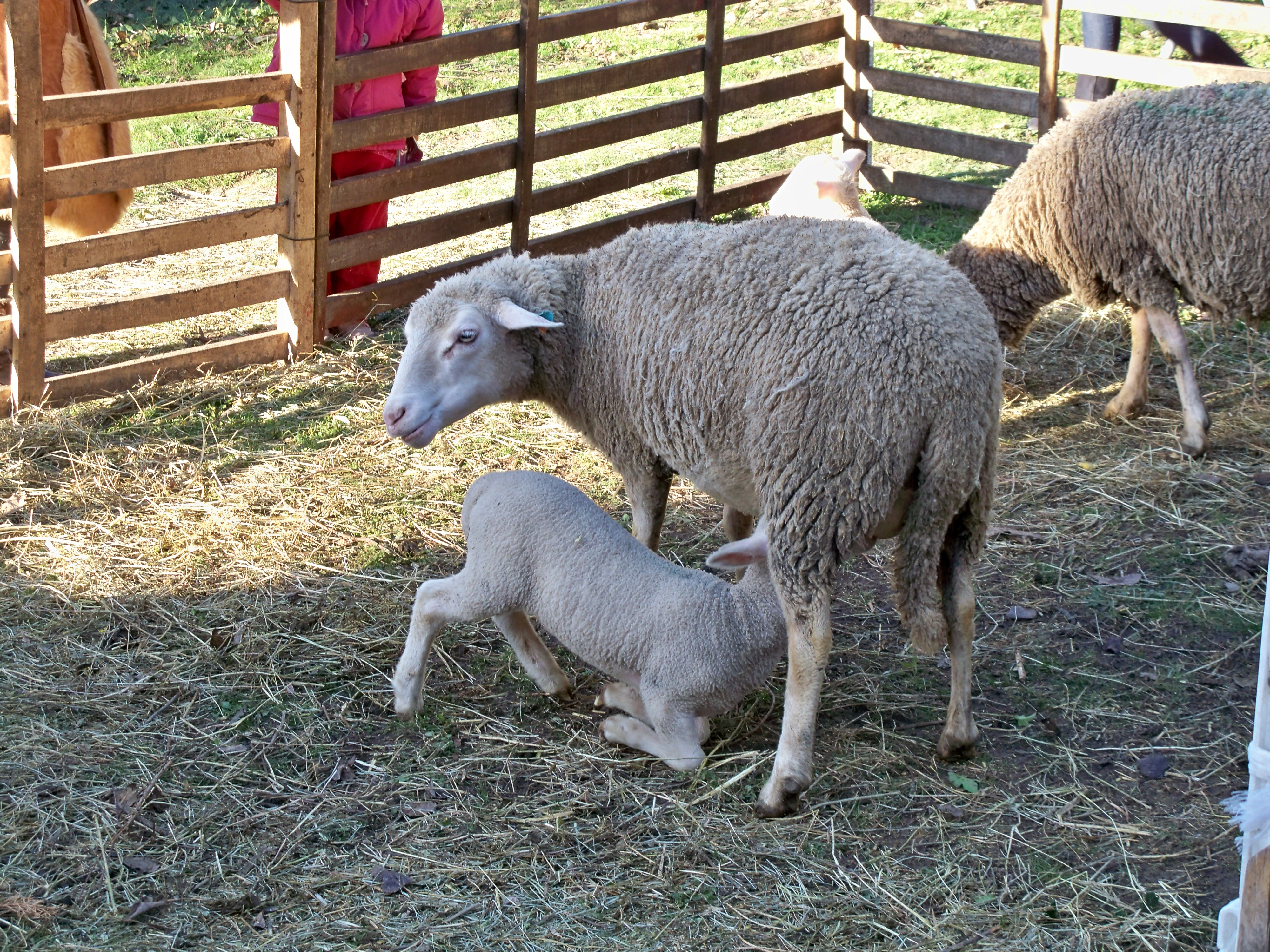
Agneau de Sisteron élevé sous sa mère.
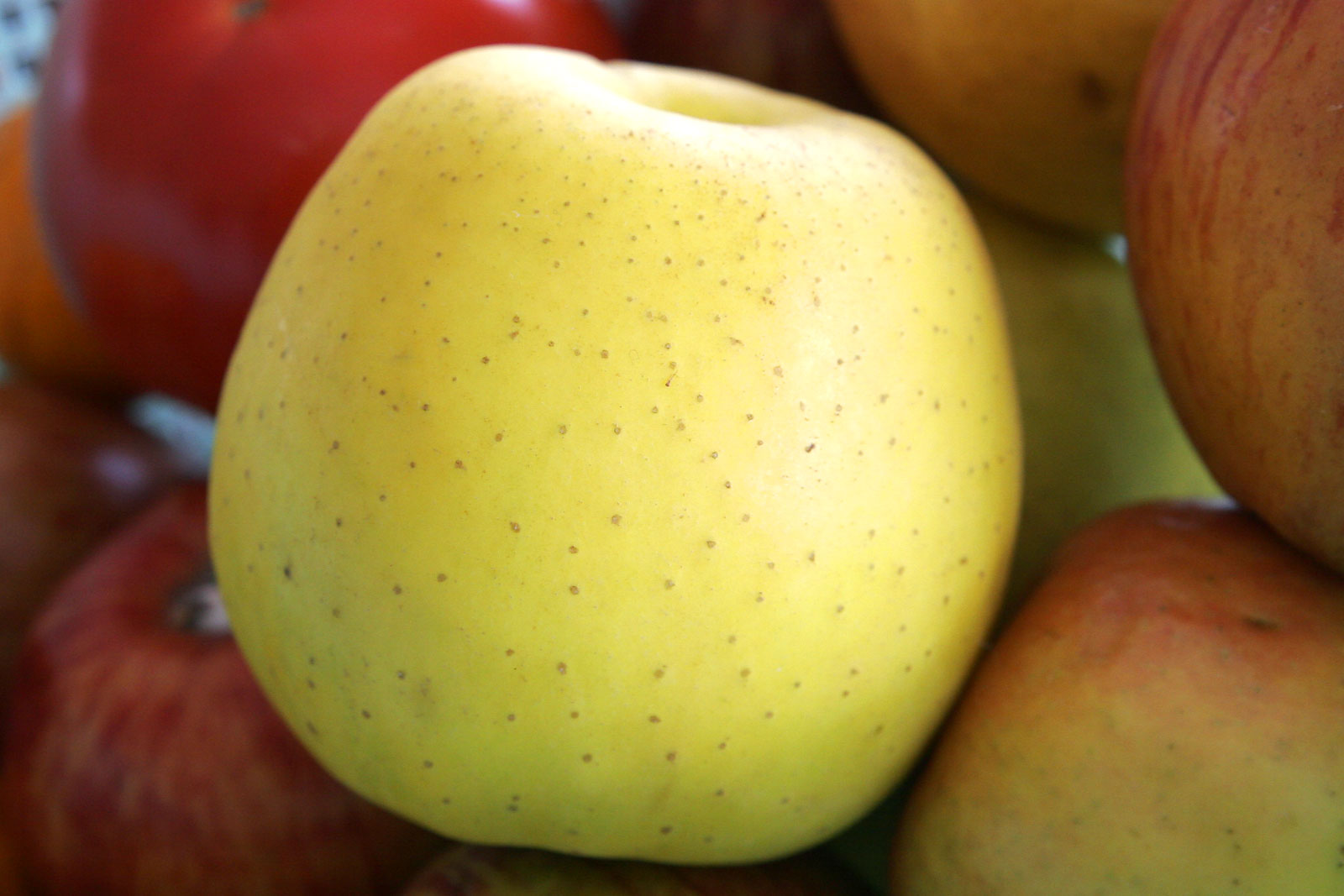
Golden et gala.

### Industrie
Fin 2010, le secteur secondaire (industrie et construction) comptait cinq établissements, n’employant aucun salarié.

### Activités de service
Fin 2010, le secteur tertiaire (commerces, services) comptait huit établissements (avec 29 emplois salariés), auxquels s’ajoutent les quatre établissements du secteur administratif (regroupé avec le secteur sanitaire et social et l’enseignement), salariant sept personnes.
D'après l’Observatoire départemental du tourisme, la fonction touristique est peu importante pour la commune, avec moins d’un touriste accueilli par habitant, l’essentiel de la capacité d'hébergement étant non-marchande. Plusieurs structures d’hébergement à finalité touristique existent dans la commune, consistant uniquement en meublés touristiques
.
Les résidences secondaires apportent un complément à la capacité d’accueil : au nombre de 39, elles représentent plus du quart des logements,.

## Culture locale et patrimoine

### Lieux et monuments

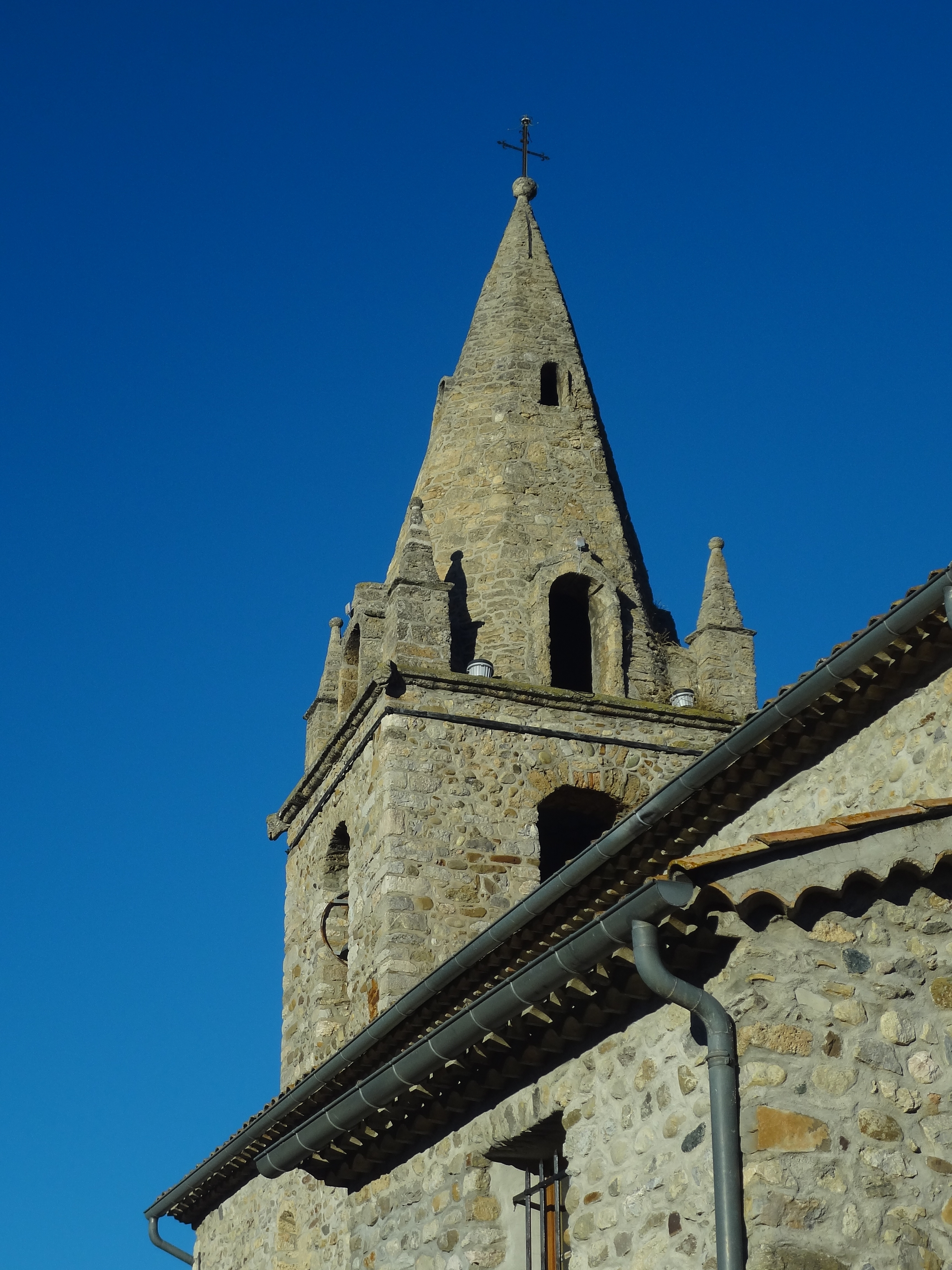
Clocher cantonné de pyramidions.

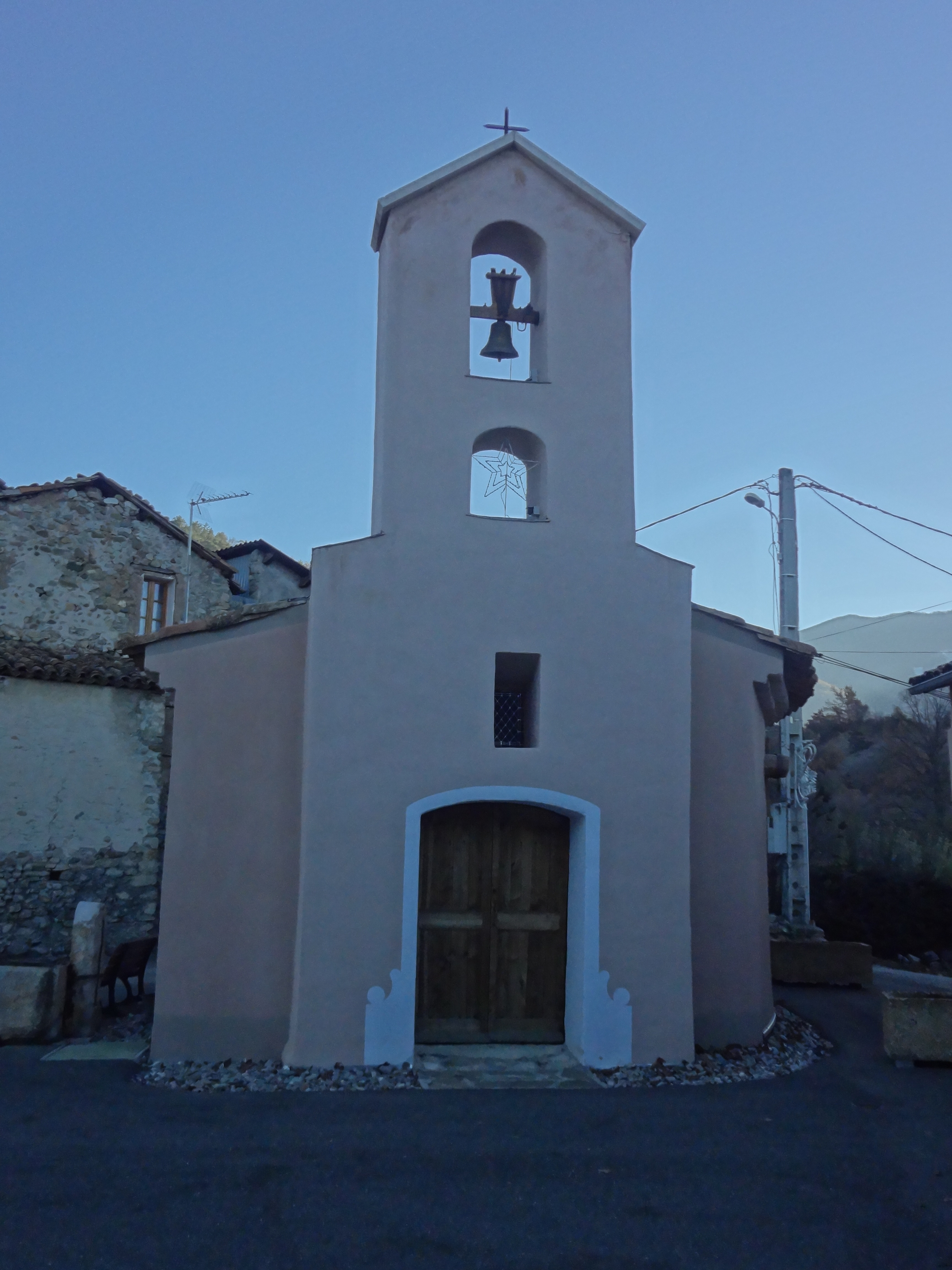
Chapelle Notre-Dame de la Visitation, au hameau des Roches, dotée de tirants de chêne (voir détail).

L’église paroissiale Saint-Pierre date des XVe et XVIe siècles pour les parties les plus anciennes : clocher dont la flèche est flanquée de pyramidions, apparenté à l’art alpin, portail en forte saillie sur la façade,. Ruinée pendant les guerres de religion, elle est reconstruite à partir de 1599, les travaux étant repris en 1641-1650.
Extérieurement, les baies de l’église sont pourvus de grilles qui reproduisent le dessin des vitraux.
La chapelle Notre-Dame-de-la-Visitation qui se trouve au hameau des Roches est construite à partir de 1673 (mais elle n’était toujours pas consacrée en 1687 ). Sa voûte est retenue par des tirants en chêne et elle a été appelée Sainte-Élisabeth au début du XIXe siècle .